# Take a Chance On Me (ABBA-dal)
A Take a Chance on Me című dal a svéd ABBA együttes 1978 januárjában megjelent kislemeze az ABBA: The Album című stúdióalbumról. A dal szintén hallható a Gold: Greatest Hits című válogatásalbumon is.

## A dal története
A Take A Chance On Me című dal eredetileg "Billy Boy" címen jelent volna meg. A dalt Benny Andersson és Björn Ulvaeus írta 1977-ben, melyet Agnetha Fältskog és Anni-Frid Lyngstad énekel. A dalt Stig Anderssonnal közösen írták.
A dal eredete Ulvaestól származik, akinek hobbija volt a futás. Futás közben újra és újra énekelt egy ritmust, mely később dalszöveggé alakult. A kislemez B. oldalán az I'm a Marionette című dal hallható, de megjelent a Thank You For The Music, valamint az I Wonder (Departure) című dalokkal is közösen. Az egyik dal a The Name Of The Game című szerzemény volt, mely a The Girl With The Golden Hair című mini-musical része lett volna, de végül is ez nem jelent meg.

## Fogadtatás
A dal az angol kislemezlista 1. helyén végzett a Knowing Me, Knowing You és a The Name Of The Game című dalok után. Az együttes több kislemezsikert produkált a 70-es években. Ausztriában, Belgiumban, Írországban és Mexikóban is slágerlistás helyezés volt, a legjobbak között szerepelt, úgy mint Németország, Kanada, Németország, és Hollandia slágerlistáin. Az Egyesült Államokban több példányt értékesítettek mint korábban a Dancing Queen című kislemezből. A Take A Chance On Me Top 10-es helyezett volt Franciaországban, Norvégiában és Dél-Afrikában is.

## Megjelenés
7"  Európa Polar – 00602557625189
(Limitált picture disc kislemez)
- A Take A Chance On Me 4:05
- B I'm A Marionette 3:54

## Slágerlisták

### Heti összesítések
| Slágerlista(1978)                                      | Legjobb helyezés |
| ------------------------------------------------------ | ---------------- |
| Ausztrália Australian Singles Chart                    | 12               |
| Ausztria Austrian Singles Chart                        | 1                |
| Belgium Belgian Singles Chart                          | 1                |
| Kanada Canadian Top Singles                            | 3                |
| Hollandia Dutch Singles Chart                          | 2                |
| Hollandia Eurochart Hot 100                            | 1                |
| Franciaország French Singles Chart                     | 10               |
| Németország German Singles Chart                       | 3                |
| Írország Ír slágerlista                                | 1                |
| Japán Japanese Singles Chart                           | 67               |
| Mexikó Mexican Singles Chart                           | 1                |
| Új-Zéland New Zealand Singles Chart                    | 14               |
| Norvégia Norwegian Singles Chart                       | 8                |
| Svájc Swiss Singles Chart                              | 3                |
| Egyesült Királyság Brit kislemezlista                  | 1                |
| Amerikai Egyesült Államok Billboard Adult Contemporary | 9                |
| Amerikai Egyesült Államok Billboard Hot 100            | 3                |
| Amerikai Egyesült Államok Cashbox Top 100 Singles      | 1                |

### Év végi összesítések
| Slágerlista (1978)                     | Helyezés |
| -------------------------------------- | -------- |
| Ausztrália ARIA                        | 109      |
| Kanada                                 | 55       |
| Svájc                                  | 10       |
| Egyesült Királyság                     | 9        |
| Amerikai Egyesült Államok US Billboard | 32       |

## Feldolgozások
- A brit szinti-pop duó Erasure ABBA-Esque című 4 számos EP-jén szerepel a dal, mely az angol kislemezlistára is felkerült.[16]
- Az Alvin és a mókusok saját változata szerepel az 1982-es Chipmunk Rock című albumon.[17]
- A Brighouse and Rastrick Brass Band saját feldolgozását készítette el
- A belga Voice Male acapella változata szerepet az 1999-es Colors című albumán.[18]